# Umberto Agnelli
Umberto Agnelli, född 1 november 1934 i Lausanne, Schweiz, död 27 maj 2004 i Venaria Reale, Piemonte, var en italiensk företagsledare. Umberto Agnelli styrde tillsammans med brodern Giovanni Agnelli Fiatkoncernen. Han hade från 1968 hand om Fiatkoncernens internationella affärer. 1970–1976 var han styrelseordförande för Fiat. När hans bror avled 2003 tog han över som koncernchef. Umberto Agnelli var president i Juventus 1956–1967, och president för Italiens fotbollsförbund 1959–1961.